# 갈무두그
갈무두그(Galmudug), 공식적으로는 갈무두그국(소말리어: Dowlad Goboleedka Galmudug ee Soomaaliya 도울라드 고볼레드카 갈무두그 에 소말리야, 아랍어: ولاية غامدوغ الصومال)은 소말리아 중앙에 설치된 자치 지역이다. 이 자치 지역은 서쪽으로는 에티오피아, 북쪽으로는 푼트란드와 국경을 접하고 있다. 갈무두그의 이름은 갈가두드와 무두그 지역의 이름을 합친 것에서 유래했으며, 실제로 갈무두그는 갈가두드 지방과 무두그 지방으로 이루어져 있다. 그러나 북부 무두그 지역은 CIA에 따르면 푼트란드 지역에 포함되어 있다. 북서 소말리아 지역에서 독립을 주장하는 소말릴란드와는 달리, 갈무두그는 독립국으로써의 국제적 승인을 얻으려고 하지 않는다. 이 자치 지역은 소말리아 연방 공화국 내부의 자치 국가로 스스로 생각하고 있다.

## 위치
갈무두그는 소말리아에서 가장 중심에 위치한 지역이다. 소말리아 수도인 모가디슈를 비롯해 하르게이사, 보사소, 그리고 에티오피아의 하라르로부터 750km 떨어져 있다. 지역은 동쪽으로 인도양과 접하고 있으며 서쪽으로는 에티오피아, 북쪽으로는 푼틀란드, 남쪽으로는 소말리아 히란 지역과 접하고 있다.

## 역사

### 설립
2013년 8월 14일, 갈무두그 자치 지역이 수립되었다. 모하메드 와르세임 알리가 새로운 지역의 대통령으로 선출되었고, 갈카요가 새로운 정책의 수도로 선포되었다. 갈무두그는 갈구두드와 무두그 지역의 합성어이다. 갈무두그와 푼트란드의 관계는 역사적으로는 긴장 관계에 있었다. 그러나 두 지역은 점진적으로 지역 내부적 관계에서 변화를 유도하고 있었다. 이 결과 두 자치 지역의 대표는 2011년 2월 푼트란드의 수도인 가로웨에서 두 정부가 공식적으로 안보, 경제, 사회 문제에서 협력하기로 동의했다. .

## 정치 및 행정
갤무두그는 단원제 주 의회(Regional Parliament)와 대통령 중심제를 채택하고 있으며, 대통령과 부통령은 의회에 의해 선출되고 임기는 4년이다. 정치 대표성은 클랜 기반 간접선거(4.5 공식)에 따라 결정되며, 정당 중심의 정치체제는 아직 형성되지 않았다.
여성의 정치 참여는 헌법상 30% 쿼터가 존재하나, 갤무두그 의회 내 여성 의원 비율은 2022년 기준 약 24%에 머물고 있다. 2020년 이후에는 ASWJ와의 충돌이 반복되며 주 정부의 안정성과 통합에 부정적 영향을 끼쳤다.
| 항목           | 개요                                    |
| -------------- | --------------------------------------- |
| 정치 체제      | 대통령 중심제, 단원제 의회              |
| 선거 방식      | 클랜 기반 간접 선거 (4.5 공식)          |
| 여성 대표 비율 | 약 24% (2022년)                         |
| 주요 문제      | ASWJ와의 충돌, 보안 불안정, 정당 미형성 |

### 대통령 선거
2012년 8월 1일, 갈무두그의 25석 의회에서 압디 하산 아와레 카이브디드가 지역의 새로운 대통령으로 선출되었다. 그는 이전 대통령인 모하메드 아흐메드 아아린의 뒤를 이었는데, 이전 대통령은 해외에서 의료 치료를 받고 있었다. 카이브디드가 22표를 얻었고, 경쟁자 압디사마드 누르 구구레드는 1표만을 얻었다. 그는 취임 연설에서 지역 안보 강화와 중앙 정부 및 인접 지역과의 협력을 약속했다.

## 언어
갤무두그의 공식 언어는 소말리아어와 아랍어이며, 일상 언어는 주로 Northern Somali (Af Woqooyi)방언이다. Galgaduud와 Mudug 지역에서는 Daarood 계열 방언이 쓰이며, 일부 지역에서는 Banaadir 또는 Maay 계열 방언도 제한적으로 존재한다.

## 지역 문화
갤무두그에서는 수니파 이슬람 전통이 뿌리 깊으며, 라마단, 이드 알피트르, 이드 알아드하 같은 축제가 공동체 중심으로 기념됩니다.
Dhusamareb에서 매년 개최되는 북 페어는 문학과 평화를 장려하는 중요한 문화 행사로, 특히 Falko라는 전통 가옥형 그늘막이 Mayr 잔디 공예로 구성되어 지역 여성 공예 전통을 보여줍니다.

### 전통과 예술
전통 서정시 Buraanbur는 북과 춤과 함께 여성 중심으로 행사와 축제에서 낭송됩니다.
전통 조각(qoris)은 나무나 대리석으로 제작되며 nomadic aqal 등의 장식 요소로 쓰입니다.
갤기요 지역 시장과 전시회에서는 수공예품, 전통 복장(dirac, macawis), 금속 세공과 라탄 바구니가 판매되어 지역문화의 다양성을 보여줍니다.

### 현대 문화 흐름
젊은 세대 중심으로 소말리아어 랩 음악, 누리소통방 기반 영상 콘텐츠, 유튜브·틱톡 등을 활용한 창작 활동이 활발하며, 북 페어 및 지역 문화 행사 참여가 증가하고 있습니다.
SOMN A 보도에 따르면 갤무두그 대표가 동아프리카 문화행사에 참여하여 지역 전통예술과 연계한 문화 교류를 강조했습니다.